# Canadian Locomotive Company
Canadian Locomotive Company (с англ. — «Канадская Локомотивная Компания»), или коротко CLC — канадская локомотивостроительная компания, располагавшаяся в Кингстоне (Онтарио).
Была основана в 1848 году как литейный завод. В 1854 году завод, название которого к тому времени сменилось на «Kingston Locomotive Works», выпустил свой первый паровоз, но в 1860 году потерпел банкротство.
В 1865 году компания восстановилась под названием Canadian Engine & Machinery Company, но из-за депрессии 1878—1879 гг. вновь обанкротилась. Для выживания компания была реорганизована в Canadian Locomotive and Engine Company Ltd. В 1881 году предприятие было существенно расширено, но из-за вялого экономического роста, в 1890-х объявило себя банкротом и в 1900 году было закрыто. В 1901 году компанию купила группа Кингстонских инвесторов и она получила своё нынешнее наименование — Canadian Locomotive Company (Канадская локомотивная компания).
Из-за прекращения строительства паровозов, в 1965 году компания была закрыта, а в 1971 году здания цехов и заводов были окончательно снесены.